# 7,5 cm FK 7M85
Il 7,5 cm Feldkanone 7M85, abbreviato in 7,5 cm FK 7M85, era un cannone da campagna tedesco, impiegato dalla Wehrmacht durante la seconda guerra mondiale.

## Sviluppo
Il FK 7M85 fu progettato in risposta ad un requisito emesso nel 1944 per un cannone multiruolo anticarro e campale di semplice e rapida produzione.
La canna, la culla ed il freno di sparo erano gli stessi del cannone anticarro 7,5 cm PaK 40 ed erano incavalcati su un affusto derivato da quello del 10,5 cm leFH 18/40. Curiosamente l'affusto del le FH 18/40 era a sua volta derivato da quello del PaK 40, quindi questo progetto essenzialmente ricongiungeva la bocca da fuoco cul suo affusto originale, sebbene modificato per ottenere 20° di elevazione in più.

## Nomenclatura
Tra il 1944 ed il 1945 i tedeschi cambiarono il loro sistema di designazione delle artiglierie, fino ad allora basato sull'anno di adozione. Ad ogni arma furono assegnati un numero indicante la categoria del calibro, una lettera denotante il tipo di munizionamento usato e le ultime due cifre indicanti il singolo modello.
In questo caso il 7 indicava la categoria del calibro da 75 mm ed M il gruppo di munizioni impiegate, mentre 85 era il codice del modello in questione. Le munizioni del cannone erano quindi segnate con una M seguita da un numero a 4 cifre: le prime tre indicavano il progetto, l'ultima la categoria di munizione secondo il seguente schema:
| N. | Tipo                    | N. | Tipo             |
| -- | ----------------------- | -- | ---------------- |
| 1  | alto esplosivo          | 5  | gas              |
| 2  | anticarro a carica cava | 7  | incendiario      |
| 3  | anticarro perforante    | 8  | lancia-volantini |
| 4  | HE ad alta capacità     | 9  | da addestramento |
| 5  | fumogena                | 10 | di prova         |